# Jonas Lundgren
Jonas Lundgren, född den 2 juli 1974 och bosatt i Stockholm, är en svensk skådespelare och sångare. 
Jonas Lundgren är utbildad vid Scenstudion i Stockholm 2001–2003 samt Balettakademien i Göteborg 1999. Mellan åren 1994 och 1997 var han medlem i folkrockorkestern The Accordion. Han har sedan 2002 arbetat med Romeo & Julia Kören på Dramaten. Framför kameran har han bland annat medverkat i Beck – Steinar, i Kärlek deluxe (som Günter)., i Råggywood - vi ska bli rappare (som pappan på tvärbanan), i Jag är alltid Josef (som Josef) och i Arne Dahl: De största vatten med flera filmer. 
Han har också synts i olika reklamfilmer, bland annat som huvudfigur i Onicos reklamfilm Are you ready for the flour?, med flera.